# Hæen
Hæen este o localitate din comuna Hå, provincia Rogaland, Norvegia, cu o suprafață de 0,37 km² și o populație de 449 locuitori (2013).